# The Namibian
The Namibian is het grootste  Namibische dagblad. Het verschijnt in het Engels en heeft ook edities in het Ndonga en het Kwanyama. Er is geen editie in het weekend, maar de editie op vrijdag is dikker dan op andere dagen. De krant heeft kantoren in Windhoek, Swakopmund, Keetmanshoop en Oshakati. De verkoop gebeurt via winkels en in de steden via straatverkopers. Tangeni Amupadhi is de huidige hoofdredacteur, hij volgde in maart 2011 Gwen Lister op.
De krant werd in 1985 opgericht door Gwen Lister en pleitte (onder andere door haar naam) voor de onafhankelijkheid van het land. Hierdoor kreeg het de  Zuid-Afrikaanse bezetter tegen zich die de krant boycotte en zelfs plannen had om hoofdredactrice Lister te vergiftigen. In oktober 1988 werd er een aanslag gepleegd op de kantoren van de krant. Deze aanslag werd opgeëist door de Wit Wolwe (Afrikaans voor 'witte wolven'), een rechtsradicale racistische organisatie.
Ook na de onafhankelijkheid bleef The Namibian een kritisch dagblad dat haar nieuwe slogan 'Still telling it like it is' eer wou aandoen. Hierdoor geraakte het blad af en toe in conflict met regeringspartij SWAPO die de kritiek op het beleid soms moeilijk kon verdragen. De regering vond dat The Namibian 'was becoming more than a watchdog, falling into the mould of being a mad dog'. Vanaf 5 december 2000, toevallig de verjaardag van Gwen Lister, boycotte de regering de krant door het niet meer aan te kopen voor haar kabinetten en door advertenties stop te zetten. Er wordt echter getwijfeld of dit een groot effect op The Namibian gehad heeft aangezien er voor de boycot niet veel abonnementen en advertenties van de overheid kwamen. In augustus 2011, bij de 26ste verjaardag van de krant, werd de boycot opgeheven.